# Братья Кинтеро

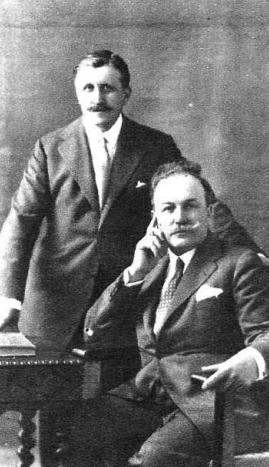

Серафин Альварес Кинтеро (26 марта  1871 — 12 апреля 1938) и Хоакин Альварес Кинтеро (20 января  1873 — 14 июня 1944) — испанские драматурги.
Родились в Утрере, Севилья. Написали в соавторстве почти 200 пьес, став известными как «братья Квинтеро» и «Золотые мальчики» Мадридского театра. Их первая пьеса, Gilito, была написана в 1889 году. Другие работы: El buena sombra (1898), El traje de luces и La patria chica (1907), El patinillo (1909), Becquerina и Diana cazadora (1915).
Они также известны тем, что пытались записать андалузский диалект в письменной форме.